# Final da Super Copa Gaúcha de 2014
A Final da Super Copa Gaúcha de 2014 será a 2ª final dessa competição organizada anualmente pela FGF. Será disputada por Lajeadense e Novo Hamburgo, no dia 23 de novembro, Estádio Alviazul, Lajeado.

## Clubes
| Região        | Clube         | Forma de Clssificação                                 | Semifinal  | Semifinal     |
| Região        | Clube         | Forma de Clssificação                                 | Adversário | Placar        |
| ------------- | ------------- | ----------------------------------------------------- | ---------- | ------------- |
| Sul-Fronteira | Lajeadense    | Campeão da Copa Fernandão                             | Juventude  | 1 - 0         |
| Metropolitana | Novo Hamburgo | Campeão do Campeonato da Região Metropolitana de 2014 | Grêmio     | 1 (9) - (8) 1 |

## Partida
| 23 de novembro | Lajeadense          | 2 - 1          | Novo Hamburgo | Estádio Alviazul, Lajeado                                                |
| 17:00          | Paulo Josué 54' 79' | Súmula Borderô | 47' Rafinha   | Público: 393 Renda: R$ 11.130,00 Árbitro: RS Fabrício Neves Corrêa (CBF) |

| Lajeadense | N. Hamburgo |

| GO                | 1  | Giovani     |     |     |
| LD                | 2  | Willian     |     |     |
| ZA                | 3  | Laércio     |     |     |
| ZA                | 4  | Everton     | 49' |     |
| LE                | 6  | Goiano      | 46' |     |
| VO                | 5  | Marabá      |     |     |
| VO                | 8  | Mateus      |     |     |
| MC                | 7  | Juninho     |     | 58' |
| MC                | 10 | Paulo Josué |     |     |
| MC                | 11 | Vinicius    |     |     |
| AT                | 9  | Lima        |     | 66' |
| Substituições:    |    |             |     |     |
| GO                | 12 | Jonathan    |     |     |
| ZA                | 13 | Anelka      |     |     |
| ZA                | 14 | Eduardo     |     |     |
| ZA                | 15 | Romário     |     |     |
| VO                | 16 | Fabio Rosa  |     |     |
| VO                | 17 | Rudiero     |     |     |
| MC                | 18 | João Felipe |     |     |
| AT                | 19 | Quaresma    |     | 58' |
| AT                | 20 | Kennedy     | 74' | 66' |
| Treinador:        |    |             |     |     |
| Luiz Carlos Winck |    |             |     |     |

| GO              | 1  | Rafael          |     |     |
| ZA              | 2  | Maury           | 67' |     |
| ZA              | 3  | Cleyton         |     |     |
| ZA              | 4  | Romário         | 62' |     |
| LE              | 6  | Peixoto         | 48' | 87' |
| VO              | 5  | Paulinho        |     |     |
| VO              | 8  | Luan            |     | 54' |
| MC              | 7  | Lucas Crispim   |     | 28' |
| MC              | 10 | Calyson         | 36' |     |
| MA              | 9  | Rafinha         |     |     |
| AT              | 11 | Paulista        |     |     |
| Substituições:  |    |                 |     |     |
| GO              | 12 | Jandrei         |     |     |
| LD              | 13 | Edinaldo        |     |     |
| ZA              | 14 | Halyson         |     |     |
| VO              | 15 | Brito           |     | 54' |
| LE              | 16 | Felipe Athirson |     |     |
| MC              | 17 | Mateus Carioca  |     | 28' |
| AT              | 18 | Igor            |     |     |
| AT              | 19 | Cícero          |     |     |
| AT              | 20 | Campanholo      |     | 87' |
| VO              | 20 | Baiano          |     |     |
| Treinador:      |    |                 |     |     |
| Marcelo Mabília |    |                 |     |     |

| Bandeirinhas: José Antônio Filho Carlos Henrique Selbach Quarto árbitro: Lucas Horn Delegado: José Glauber Azevedo Marques |